# 托尔特凯讷
托尔特凯讷（法語：Tortequesne，法語發音：[tɔʁtəkɛn]）是法国上法蘭西大區加来海峡省的一个市镇，属于阿拉斯区。

## 地理
托尔特凯讷（50°17'22"N, 3°2'20"E）面积3.37 平方千米，位于法国上法蘭西大區加来海峡省，该省份为法国北部沿海省份，西北濒北海，南至索姆省，东临北部省。
与托尔特凯讷接壤的市镇（或旧市镇、城区）包括：贝洛讷、埃斯特雷、阿梅勒、莱克吕斯、埃坦、努瓦耶勒苏贝洛讷、萨伊昂奥斯特雷旺。

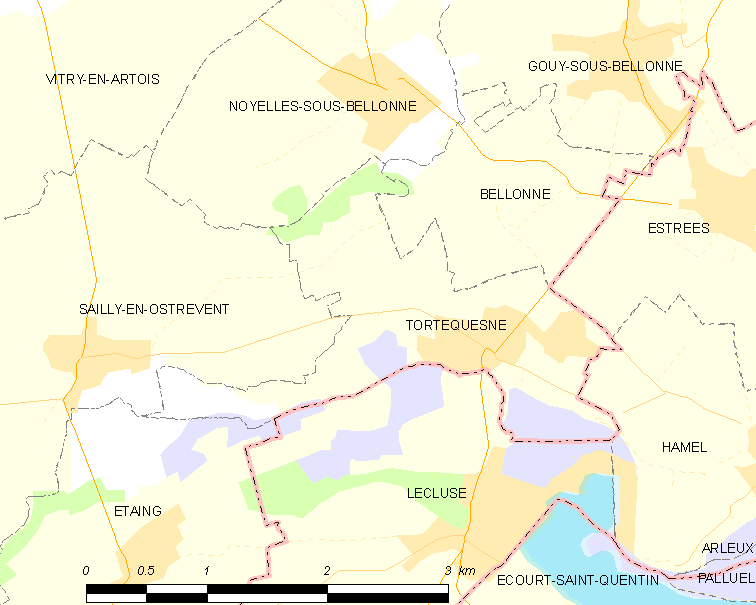
托尔特凯讷的OSM定位图

托尔特凯讷的时区为UTC+01:00、UTC+02:00（夏令时）。

## 行政
托尔特凯讷的邮政编码为62490，INSEE市镇编码为62825。

## 政治
托尔特凯讷所属的省级选区为布勒比耶尔县。

## 人口

1962-2008年间托尔特凯讷人口变化图示

托尔特凯讷于2022年1月1日时的人口数量为884人。